# 3I/ATLAS
3I/ATLAS, también conocido como C/2025 N1 (ATLAS) y anteriormente como A11pl3Z, es un objeto interestelar descubierto el 1 de julio de 2025 por la estación del Sistema ATLAS de Río Hurtado en Chile, cuando ingresaba en el sistema solar interior a 4.5 UA (670 millones de km) del Sol y con una velocidad relativa de 61 km/s. Sigue una trayectoria hiperbólica sin límites alrededor del Sol con una excentricidad orbital de 6.14, y una velocidad de exceso hiperbólico muy rápida de 58 km/s con respecto al Sol. Se trata del tercer objeto interestelar confirmado que pasa por el sistema solar, después de 1I/ʻOumuamua y 2I/Borisov.

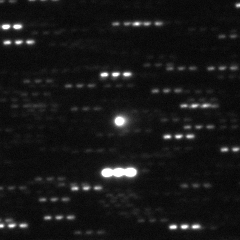
Esta fotografía del 2 de julio de 2025 del telescopio del Observatorio Canadá-Francia-Hawái muestra a 3I/ATLAS (centro) borroso y alargado, lo que indica que es un cometa.

El tamaño de su núcleo es incierto debido a que se trata de un cometa activo rodeado por una coma, una nube de gas y polvo helado expulsado de su superficie desgasificada. El Sol es responsable de su actividad, ya que calienta su núcleo para sublimar su hielo en gas, el cual expulsa polvo de su superficie y escapa al espacio, y continuará desarrollando una coma de polvo y una cola a medida que se acerca al Sol. Imágenes del Telescopio Espacial Hubble sugieren que el diámetro de su núcleo oscila entre 0,32 y 5,6 km, siendo el diámetro más probable inferior a 1 km. Se estima que el 29 de octubre de 2025 llegará al perihelio, a una distancia de 1.36 UA (203 millones de km) del Sol, entre las órbitas de la Tierra y Marte, por lo que no representará una amenaza para la Tierra, y no se acercará a menos de 1,8 UA. Cuando está lejos del Sol, su velocidad hiperbólica ({\displaystyle v_{\infty }}) será de 58 km/s con respecto al Sol.
El cometa parece haberse originado en el disco grueso de la Vía Láctea donde residen las estrellas más viejas, lo que significa que podría tener al menos 7 mil millones de años (más antiguo que el sistema solar) y podría tener una composición rica en agua, ya que las observaciones hasta ahora han encontrado que contiene agua, en forma de granos de hielo sólido y vapor de agua, y se espera que contenga otros hielos volátiles como dióxido de carbono y monóxido de carbono, aunque estas sustancias no han sido detectadas aún.

## Historia

### Descubrimiento

Imágenes de descubrimiento de 3I/ATLAS del Sistema de Última Alerta de Impacto Terrestre de Asteroides (ATLAS) el 1 de julio de 2025

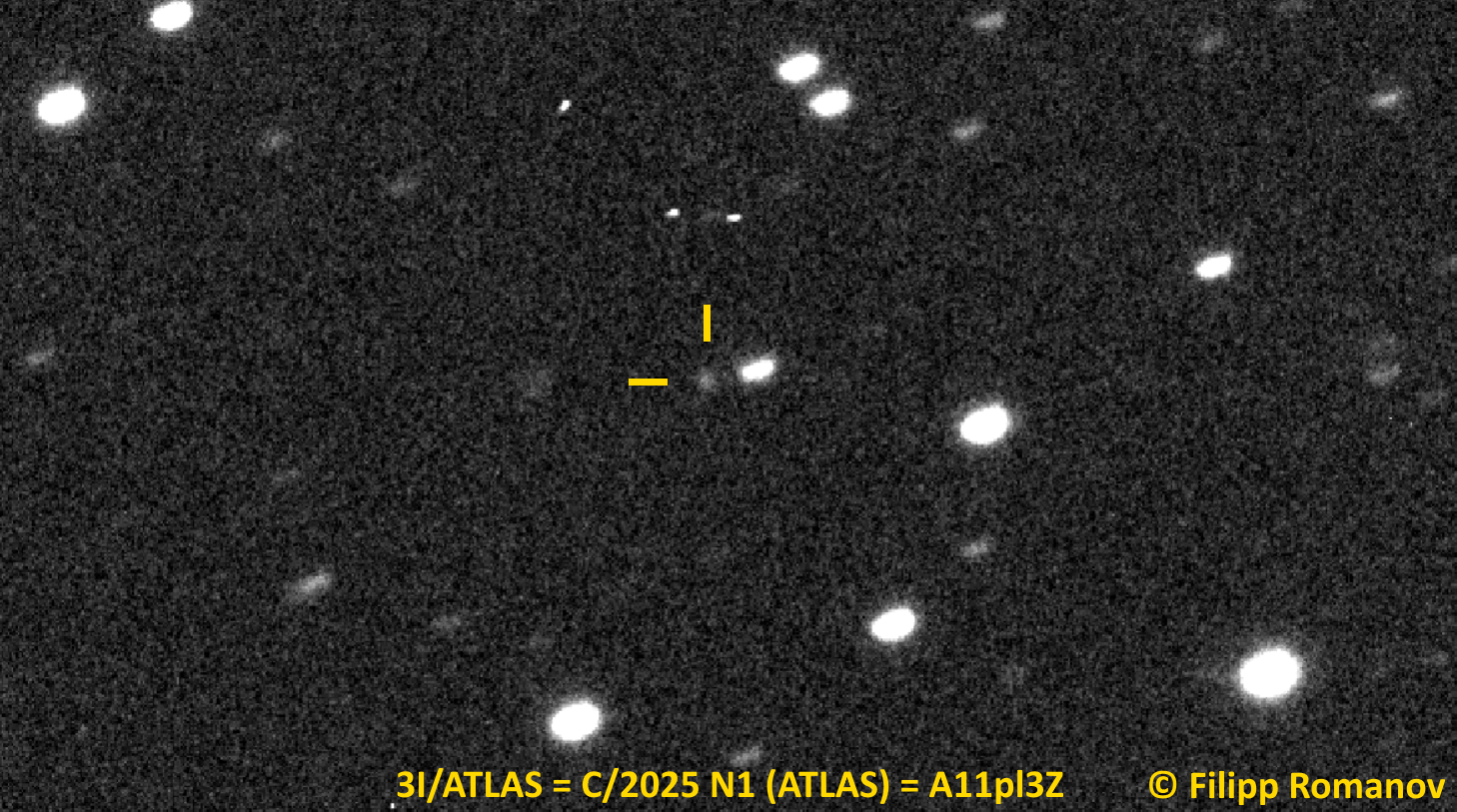
El cometa 3I/ATLAS, anteriormente conocido como A11pl3Z, fue fotografiado remotamente el 2 de julio de 2025 en Río Hurtado, Chile.

Fue descubierto el 1 de julio de 2025 por el telescopio del Sistema ATLAS (W68), financiado por la NASA, en Río Hurtado, Chile. Con una magnitud aparente de 18, el objeto recién descubierto estaba entrando en el sistema solar interior a una velocidad de 61 km/s (220 000 km/h) con respecto al Sol, situado a una distancia de la Tierra de 3.52 UA (527 millones de kilómetros) y 4.53 UA del Sol, y se movía en el cielo a lo largo del borde de las constelaciones de Serpens y Sagitario, cerca del plano galáctico.
Se le dio la designación temporal de 'A11pl3Z' y las observaciones del descubrimiento se enviaron al Centro de Planetas Menores (MPC) de la Unión Astronómica Internacional. Estas observaciones sugirieron inicialmente que el objeto podría estar en una trayectoria altamente excéntrica que podría acercarse a la órbita de la Tierra, lo que llevó al MPC a incluir el objeto en la Página de Confirmación de Objetos Cercanos a la Tierra.
Las observaciones posteriores realizadas en otros observatorios, en los que participaron tanto astrónomos profesionales como aficionados, comenzaron a revelar que la trayectoria del objeto no se acercaría a la Tierra, sino que podría ser interestelar con una trayectoria hiperbólica. Las observaciones previas a su descubrimiento confirmaron su trayectoria interestelar; estas incluyen observaciones de la Zwicky Transient Facility del 14 al 21 de junio de 2025, descubiertas por Ye Quanzhi, y observaciones de ATLAS del 25 al 29 de junio de 2025, descubiertas por el astrónomo aficionado Sam Deen, quien anotó observaciones adicionales de ATLAS previas al descubrimiento del 5 al 25 de junio de 2025, y sospecha que el objeto no fue descubierto antes porque estaba pasando frente a los densos campos estelares del centro galáctico, donde sería difícil discernir el cometa.
Las observaciones iniciales no dejaron claro si se trataba de un asteroide o de un cometa. Las observaciones realizadas el 2 de julio de 2025 por el Deep Random Survey (X09) en Chile, el Lowell Discovery Telescope (G37) en Arizona y el Observatorio Canadá-Francia-Hawái (T14) en Mauna Kea mostraron una coma marginal y una cola corta de tres segundos de arco de longitud angular, lo que indica que el objeto es un cometa. Por otra parte, varios astrónomos, incluido Alan Hale, no informaron sobre características cometarias en el objeto. El 2 de julio de 2025, el MPC anunció el descubrimiento del cometa y le otorgó la designación de objeto interestelar «3I», lo que significa que era el tercer objeto interestelar confirmado. El MPC también le dio la designación de cometa no periódico C/2025 N1 (ATLAS). Cuando se anunció el proyecto 3I/ATLAS, el MPC había recopilado 122 observaciones del cometa desde treinta y un observatorios diferentes.

### Observaciones adicionales

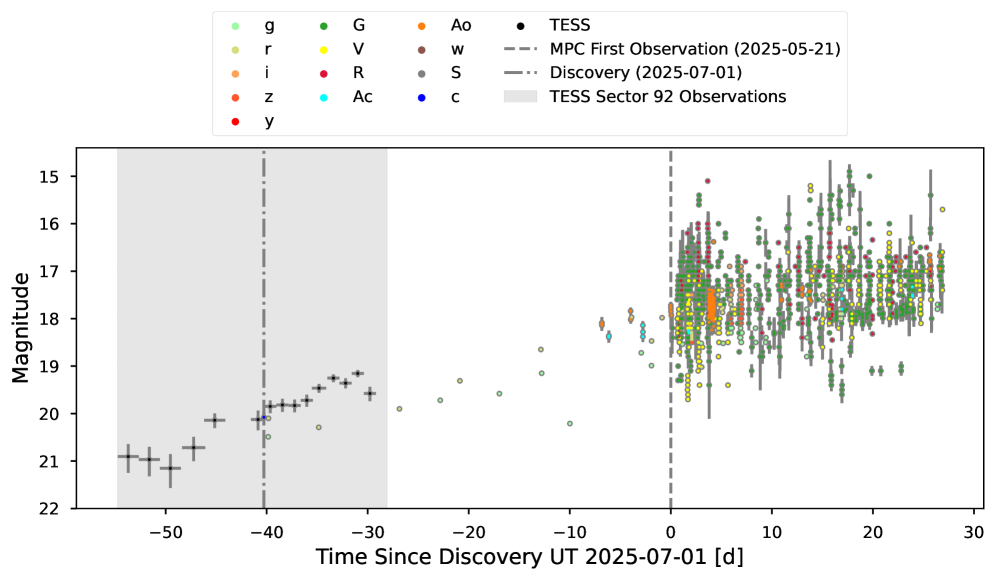
Gráfico de la curva de luz que muestra el brillo medido de 3I/ATLAS entre mayo y agosto de 2025, expresado en magnitud aparente. El brillo de 3I/ATLAS aumenta con el tiempo debido a su aproximación al Sol durante este intervalo. La región sombreada en gris representa el momento en que 3I/ATLAS fue observado por el Satélite de Sondeo de Exoplanetas en Tránsito (TESS).

Las observaciones de David C. Jewitt y Jane X. Luu con el Telescopio Óptico Nórdico el 2 de julio de 2025 confirmaron que 3I/ATLAS estaba "claramente activo", con una apariencia difusa. Miguel R. Alarcón y un equipo de investigadores del IAC (Instituto de Astrofísica de Canarias), utilizando el Telescopio Gemelo de Dos Metros del Observatorio del Teide, también detectaron actividad cometaria en la misma fecha. Diversos telescopios mostraron que la coma del cometa tenía un color rojizo indicativo de polvo, similar al del anterior cometa interestelar 2I/Borisov.  Un estudio publicado por Toni Santana-Ros y sus colegas en agosto de 2025 informó que la coma de 3I/ATLAS se había tornado más roja a lo largo de julio de 2025, lo que indica una evolución de la composición de la superficie o de la coma como resultado del aumento de la actividad cometaria de 3I/ATLAS.
El 6 de julio se publicaron observaciones adicionales, incluyendo prerrecuperaciones de la Instalación Transitoria de Zwicky (I41) de varias noches entre el 22 de mayo y el 21 de junio de 2025. Una prerrecuperación aún anterior, del 21 de mayo de 2025, realizada en el Observatorio Astrofísico Weizmann (M01), se publicó el 18 de julio de 2025.
El recién comisionado Observatorio Vera C. Rubin obtuvo imágenes fortuitas de 3I/ATLAS durante sus observaciones de validación científica, del 21 de junio al 3 de julio de 2025. Estas observaciones mostraron un ligero aumento en el diámetro de la coma del cometa y proporcionaron restricciones sobre el diámetro del núcleo del cometa. El Observatorio Vera Rubin habría descubierto 3I/ATLAS antes del sondeo ATLAS si hubiera comenzado sus observaciones de validación científica dos semanas antes. El Satélite de Sondeo de Exoplanetas en Tránsito (TESS) de la NASA también había observado 3I/ATLAS antes de su descubrimiento, con observaciones del 7 de mayo al 3 de junio de 2025. Estas observaciones mostraron que el cometa ya era brillante y activo incluso cuando se encontraba aproximadamente a 6.4 UA del Sol en mayo de 2025, lo que indica que la actividad del cometa probablemente se debe a la sublimación de hielos volátiles distintos del agua.
El hielo de agua se detectó por primera vez en la coma de 3I/ATLAS los días 5 y 14 de julio de 2025, mediante observaciones espectroscópicas en el infrarrojo cercano realizadas por Gemini Sur y el Telescopio Infrarrojo de la NASA. Las observaciones en ultravioleta realizadas por el Observatorio Swift detectaron vapor de agua e iones de hidróxido en la coma de 3I/ATLAS el 30 de julio y el 1 de agosto de 2025.
El Telescopio Espacial Hubble tomó imágenes de 3I/ATLAS el 21 de julio de 2025, que revelaron su coma con gran detalle y limitaron el diámetro de su núcleo a menos de 5.6 km. La NASA y la Agencia Espacial Europea anunciaron las imágenes y mediciones del Hubble en un comunicado de prensa publicado el 7 de agosto de 2025. En noviembre de 2025, el Hubble realizará espectroscopia ultravioleta en 3I/ATLAS para determinar la composición de sus emisiones de gas y la relación azufre-oxígeno, y el telescopio monitoreará el cometa en su camino fuera del Sistema Solar. Además, el Telescopio Espacial James Webb (JWST) tiene programado observar 3I/ATLAS en agosto y diciembre de 2025, antes y después del perihelio del cometa, respectivamente. La espectroscopia infrarroja del JWST podrá detectar ciertos compuestos en 3I/ATLAS, como agua, monóxido de carbono, dióxido de carbono y amoníaco. El JWST realizó sus primeras observaciones de 3I/ATLAS usando su instrumento NIRSpec el 6 de agosto de 2025, aunque los datos no se harán públicos hasta 3 meses después.

## Trayectoria

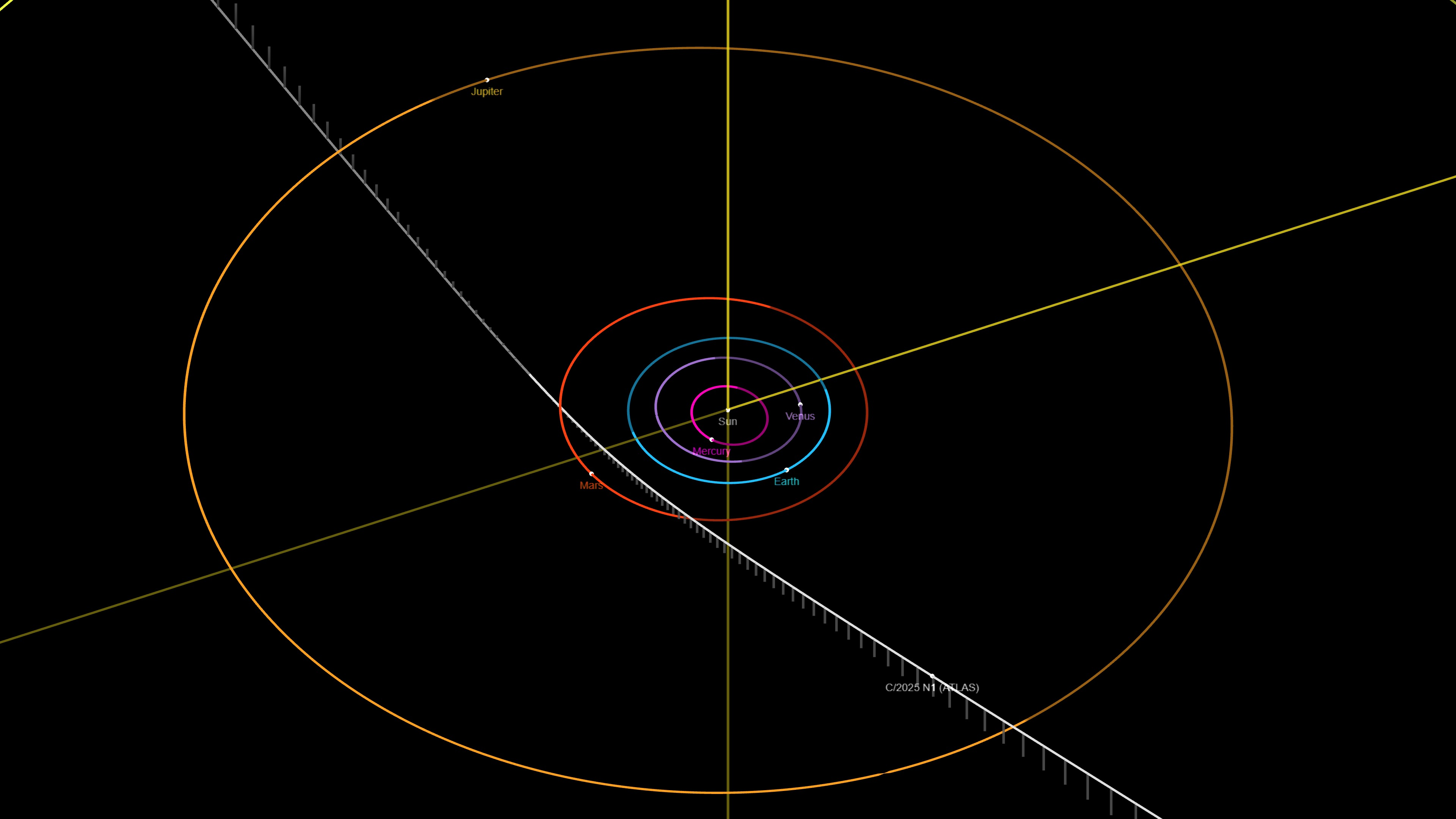
Trayectoria hiperbólica del cometa 3I/ATLAS (blanco) a través del sistema solar, donde se muestran las órbitas planetarias. Posiciones de los objetos mostrados al 3 de julio de 2025.

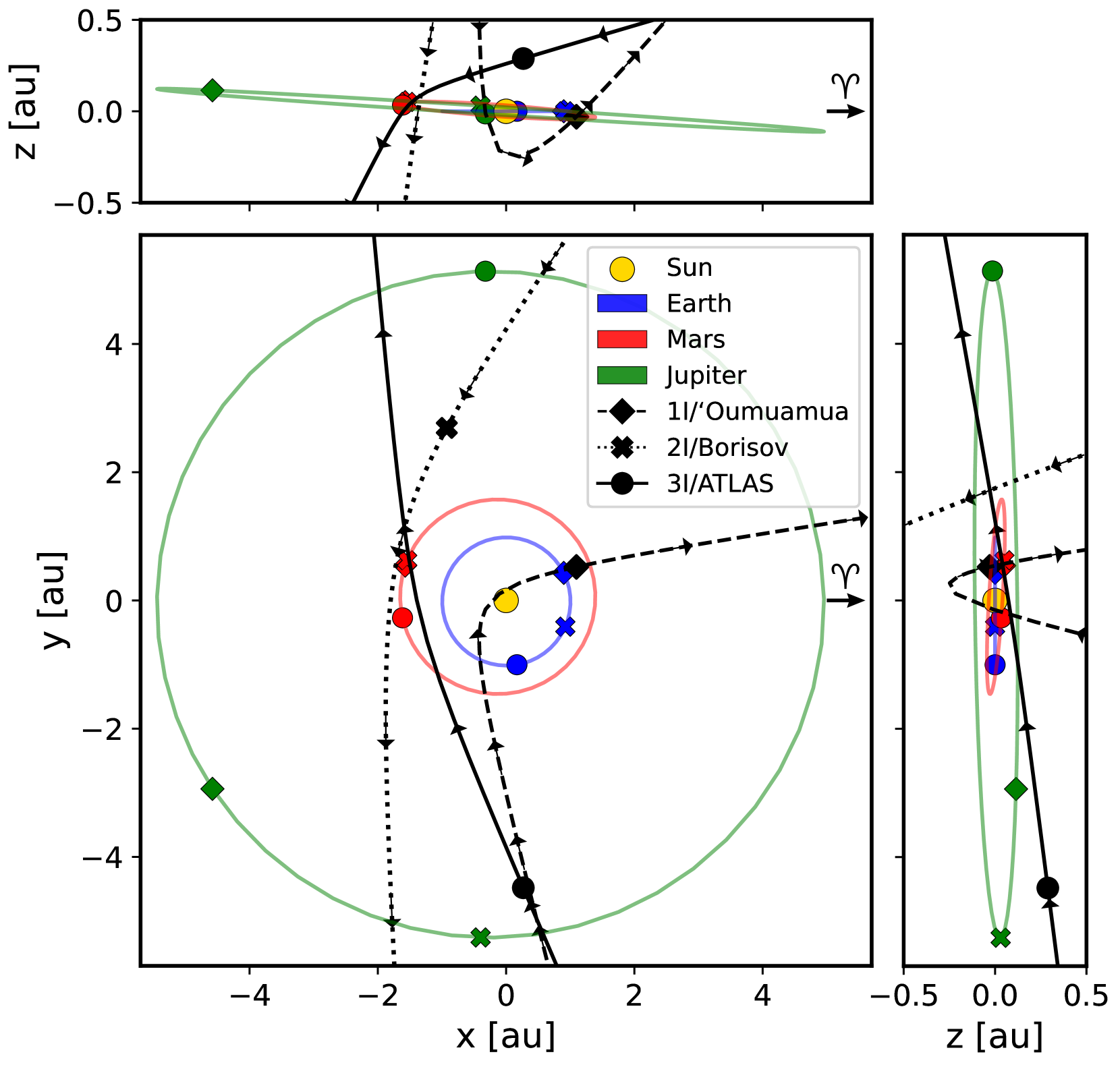
Órbita de 3I/ATLAS comparada con los otros objetos interestelares 1I/ʻOumuamua y 2I/Borisov

Vista superior de la trayectoria de 3I/ATLAS (azul) a través del Sistema Solar, con órbitas y posiciones de los planetas mostradas.

3I/ATLAS sigue una trayectoria hiperbólica sin límites alrededor del Sol con una excentricidad orbital extremadamente alta de 6.30 ± 0.15. Esta es la excentricidad más alta observada de cualquier intruso interestelar, mayor que la de 1I/ʻOumuamua (e=1.2) y la de 2I/Borisov (e=3.4). Llegará a su punto más cercano al Sol en el perihelio el 29 de octubre de 2025, a una distancia de 1.38 ± 0.02 UA (206.4 ± 3.0 millones de km). En el perihelio, el cometa se moverá a una velocidad máxima de 68 km/s con respecto al Sol. Cuando está lejos del Sol, la velocidad hiperbólica del cometa ({\displaystyle v_{\infty }}) fue y será de 58 km/s. La trayectoria del cometa está inclinada 175° con respecto a la eclíptica y parece haberse originado en el disco grueso galáctico.
La trayectoria de 3I/ATLAS está coincidentemente alineada de cerca con los planos orbitales de los planetas del Sistema Solar, o la eclíptica. Específicamente, la trayectoria del cometa está inclinada 175° (retrógrada e inclinada 5°) con respecto a la eclíptica. La trayectoria de 3I/ATLAS acercará al cometa a los planetas Venus, Marte y Júpiter, pero no a la Tierra. Dado que 3I/ATLAS no puede acercarse a la Tierra, no representa una amenaza para ella.
A medida que 3I/ATLAS se acerca al perihelio, pasará a Marte a una distancia de 0.21 ± 0.03 UA (31.4 ± 4.5 millones de km) el 3 de octubre de 2025. Después del perihelio, pasará a 0.65 UA (97 millones de km) de Venus el 3 de noviembre de 2025, luego a 1.83 ± 0.1 UA (274 ± 15 millones de km) de la Tierra el 19 de diciembre de 2025, y luego a unos 0.31 ± 0.14 UA (46 ± 21 millones de km) de Júpiter alrededor del 16 de marzo de 2026. Durante el acercamiento del cometa a Marte, podría alcanzar una magnitud aparente de 11 desde el planeta, lo que significa que los satélites de Marte podrían observarlo. Por otra parte, desde la Tierra, no será observable en el perihelio porque la Tierra y el cometa estarán en lados opuestos del Sol en ese momento. El cometa será reobservable desde la Tierra a principios de diciembre de 2025.

## Tamaño y brillo
Las observaciones sugieren que 3I/ATLAS tiene una magnitud absoluta de 11.9 ± 0.6, lo que sugiere un diámetro máximo posible de alrededor de 24 km para el núcleo, si fuera un asteroide oscuro. Los primeros datos espectrales, a más de 4 unidades astronómicas, indican que se trata de un objeto rojizo (consistente con las pendientes espectrales de los asteroides tipo D), mucho más que 2I/Borisov. Aunque el objeto muestra claramente actividad, solo se pueden estimar límites superiores para las tasas de producción de OH y CN: 8.0 × 10²⁴ s⁻¹ y 4.9 × 10²³ s⁻¹, respectivamente. Sin embargo, debido a que es un cometa activo rodeado por una coma o capa de polvo reflectante, se espera que el tamaño real de su núcleo sea significativamente menor, como se calcularía correctamente a partir de una magnitud absoluta combinada de núcleo y coma. Sin embargo, 3I/ATLAS parece ser débilmente activo comparado con el otro cometa interestelar 2I/Borisov, y por lo tanto se sospecha que tiene un diámetro de núcleo probablemente un orden de magnitud (diez veces) mayor que este último. Como referencia, el diámetro máximo estimado del núcleo de 2I/Borisov está entre 0.4 y 0.5 km, por lo que el diámetro máximo del núcleo de 3I/ATLAS podría ser de hasta 4 a 5 km si el argumento del orden de magnitud es verdadero.

## Origen y edad
3I/ATLAS es reconocido como un objeto interestelar debido a su trayectoria extremadamente hiperbólica y su altísima velocidad en relación con el Sistema Solar, ya que no ha pasado lo suficientemente cerca de ningún planeta de este como para haber alcanzado su velocidad, por lo que no podría haberse originado en el sistema solar. El seguimiento de la trayectoria de 3I/ATLAS muestra que se originó en el espacio interestelar en dirección a la constelación de Sagitario, cerca del centro galáctico de la Vía Láctea.
A diferencia de los dos objetos interestelares anteriores, 3I/ATLAS se originó en el hemisferio celeste sur en dirección opuesta al vértice solar en el norte, que es la dirección del movimiento del Sol en relación con las estrellas locales. Su origen austral fue inesperado porque los astrónomos inicialmente predijeron que más objetos interestelares deberían provenir del ápice solar y que los telescopios deberían tener más dificultades para descubrir objetos interestelares de origen austral. Es posible que 3I/ATLAS sea un descubrimiento raro o que los objetos interestelares de ese origen sean más comunes de lo que se creía inicialmente.
Su origen se puede deducir al descomponer su exceso de velocidad hiperbólica en componentes de velocidad radial (U), transversal (V) y vertical (W) en el sistema de coordenadas galáctico. Cuando el objeto llegó al sistema solar, se alejaba del Centro Galáctico con una velocidad de U = - 51.0 km/s con respecto al Sol y se movía hacia arriba a través del plano galáctico con una velocidad de W = + 18.5 km/s con respecto al Sol. Su velocidad vertical W es bastante alta en comparación con las de las estrellas cercanas y otros objetos interestelares, lo que significa que el cometa sigue una órbita inclinada alrededor de la Vía Láctea y, por lo tanto, pertenece a la población de discos gruesos, que se compone principalmente de estrellas más viejas cuyas composiciones tienen niveles más bajos de elementos pesados que el Sol.
Un estudio de julio de 2025 dirigido por el equipo de Matthew Hopkins estimó con un 68 % de confianza que 3I/ATLAS tiene entre 7600 y 14 000 millones de años, basándose en las edades típicas de las estrellas en el disco grueso. Esto significa que 3I/ATLAS podría ser más antiguo que el sistema solar (que tiene 4 600 millones de años) y bien podría ser el cometa más antiguo observado hasta ahora. Un análisis independiente realizado por Aster Taylor y Darryl Seligman en julio de 2025 estimó que 3I/ATLAS debería tener entre 3 y 11 mil millones de años, en amplio acuerdo con la estimación de Hopkins.

### Estrella madre y formación
No se puede rastrear el origen del cometa 3I/ATLAS hasta su estrella madre original porque ha estado viajando alrededor de la Vía Láctea durante miles de millones de años, tiempo suficiente para mezclarse con otras estrellas. Es probable que la velocidad de 3I/ATLAS haya sufrido cambios durante su viaje a través del espacio interestelar, debido a la ayuda gravitacional derivada de encuentros cercanos con estrellas y nebulosas. De todas formas, las propiedades y el entorno de su estrella madre se pueden inferir a partir de la composición y el origen del cometa en el disco grueso. Como miembro del disco grueso, la estrella madre de 3I/ATLAS probablemente era una estrella de baja metalicidad con una abundancia de elementos pesados de al menos el 40% de la del Sol. Se presume que se formó dentro de un disco protoplanetario de gas y polvo, que rodeaba a la estrella madre cuando era joven. Se ha observado que tiene una composición rica en hielo de agua, lo que sugiere que se formó lejos de la estrella madre, más allá de la línea de congelamiento, donde las temperaturas son lo suficientemente frías como para que el agua se condense en un sólido. En algún momento después de su formación, fue arrojado gravitacionalmente fuera de su sistema estelar original, ya sea por un encuentro cercano con un planeta gigante o una estrella.

## Características físicas

### Actividad cometaria

#### Coma

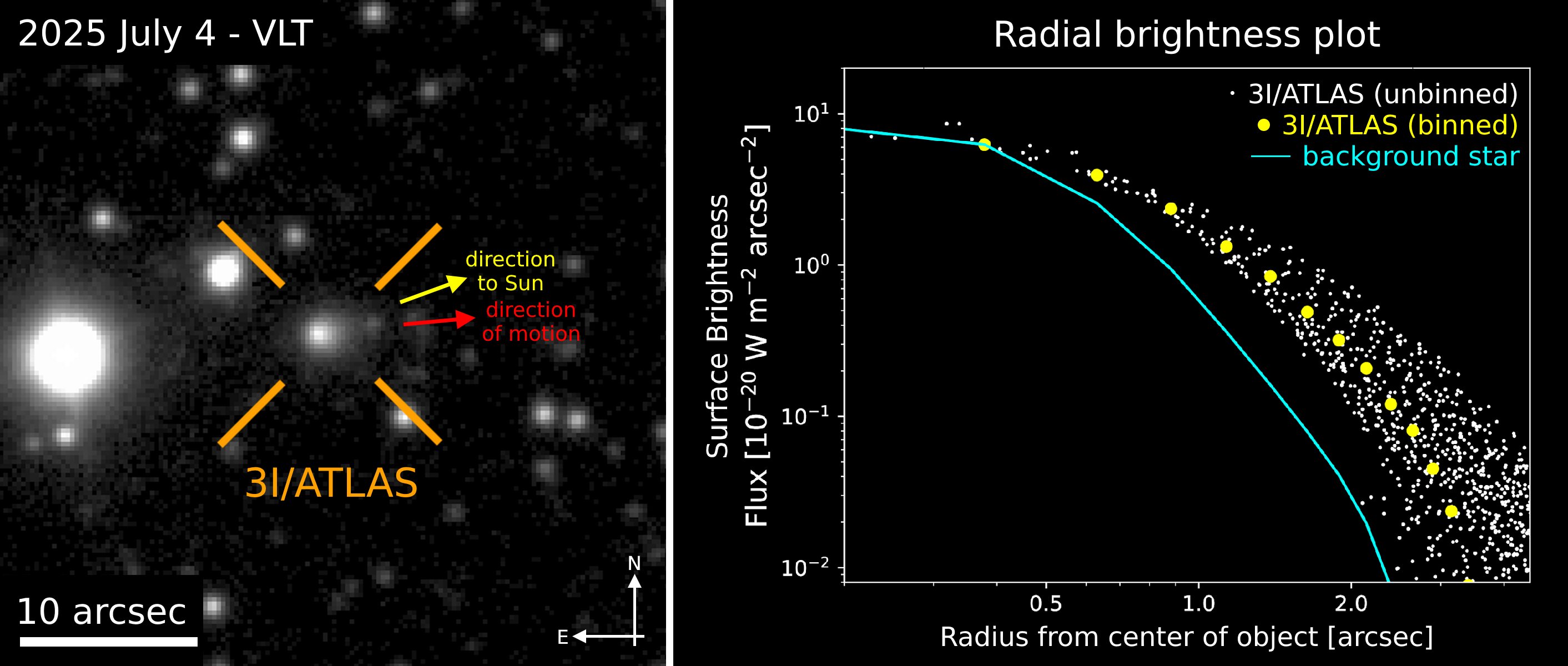
Izquierda: Imagen de 3I/ATLAS captada por el Very Large Telescope el 4 de julio de 2025, que muestra la apariencia borrosa del cometa en relación con las estrellas de fondo que lo rodean. El cometa parece alargado hacia el Sol: esta es su cola. Derecha: La apariencia borrosa de 3I/ATLAS se puede ver en su perfil de brillo radial, que traza el brillo de la superficie en relación con el radio. El brillo de su superficie se extiende a un radio mayor en comparación con una estrella de fondo del mismo brillo máximo, por lo que el cometa debe tener una coma.

En las imágenes de telescopio 3I/ATLAS aparece claramente más borroso que las estrellas, lo que significa que el cuerpo sólido o núcleo está rodeado por una coma, una nube de gas y polvo helado expulsada de la superficie desgasificada del cometa. El Sol es responsable de la actividad del cometa al calentar el núcleo para sublimar sus hielos volátiles en gas, expulsando el polvo de la superficie del cometa que escapa al espacio. Las partículas de polvo en la coma finalmente se alejan del núcleo (con partículas más pequeñas expulsadas por la presión de la radiación solar), lo que lleva a la formación de una cola de polvo detrás del cometa. A medida que se acerca al Sol, se volverá más activo ya que sus hielos volátiles se calentarán más y comenzarán a sublimarse más rápido, lo que podría potencialmente conducir a estallidos, donde el cometa expulsa repentinamente una gran cantidad de polvo y se ilumina, o incluso llegando a la fragmentación, donde el núcleo del cometa se rompe en pedazos como lo que sucedió con el anterior cometa interestelar 2I/Borisov. Las observaciones del satélite de la NASA Satélite de Sondeo de Exoplanetas en Tránsito (TESS) muestran que 3I/ATLAS puede haber estado exhibiendo actividad cometaria desde el 7 de mayo de 2025 (dos meses antes de su descubrimiento), cuando tenía aproximadamente 6.4 UA de distancia del Sol.
Su coma parece ligeramente elíptica y se extiende hasta 26 400 por 24 700 km de diámetro, aproximadamente el doble del diámetro de la Tierra, según imágenes de alta resolución del Gran Telescopio Canarias del 2 de julio de 2025. Debido a que el cometa está lejos de la Tierra, su coma parece pequeña en el cielo; las observaciones de julio de 2025 han medido un diámetro angular de aproximadamente 2 segundos de arco para la parte más visible de la coma (el ancho total de la coma a la mitad del máximo), y 10 segundos de arco para toda la extensión de la coma.
Las observaciones espectroscópicas y de imágenes indican que su coma está compuesta principalmente de grandes granos de polvo que tienen un radio de varios micrómetros. Los granos de polvo pequeños con radios de 1 μm se expulsan a velocidades más rápidas de 22 m/s, mientras que los granos de polvo grandes con radios de 100 μm se expulsan a velocidades más lentas de aproximadamente 2 m/s. Basándose en la forma y el brillo de la coma de 3I/ATLAS en las imágenes del Telescopio Espacial Hubble de julio de 2025, se estima que el cometa estaba expulsando 6 kg (13 lb) de partículas de polvo pequeñas por segundo y 60 kg (130 lb) de partículas de polvo grandes por segundo durante ese mes. Esta tasa de eyección de polvo es similar a la de 2I/Borisov cuando se acercaba al sistema solar, pero es inferior a las tasas típicas de los cometas distantes de la familia Júpiter. A medida que se acerque al Sol y se vuelva más activo, el tamaño y la densidad de su coma seguirán aumentando. Las observaciones previas al descubrimiento realizadas por el Observatorio Vera C. Rubin mostraron que el diámetro de su coma había aumentado de 13 040 kilómetros el 21 de junio de 2025 a 18 760 kilómetros el 2 de julio de 2025.

#### Pluma y cola orientadas hacia el sol

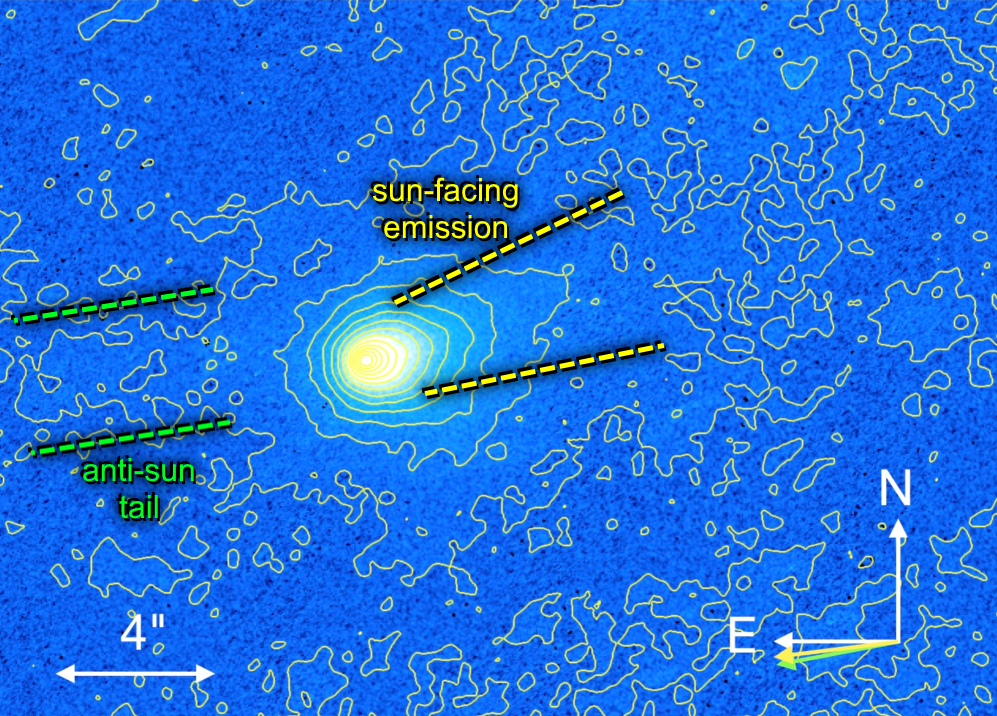
3I/ATLAS fotografiada por el Telescopio Espacial Hubble el 21 de julio de 2025. La imagen está mapeada en contornos para resaltar características tenues, como la cola que mira hacia el Sol a la izquierda (este).

Durante julio de 2025, la coma de 3I/ATLAS parecía alargarse hacia el oeste en el cielo, en dirección al Sol y a la dirección de movimiento del cometa, en lugar de alejarse. Esta característica orientada hacia el Sol no es una cola (al contrario de lo que indican los informes iniciales ), sino más bien una columna de polvo que se emite desde la superficie calentada e iluminada por el Sol del núcleo de 3I/ATLAS, donde la sublimación del hielo ocurre más rápido y, por lo tanto, expulsa más polvo. La elongación orientada hacia el Sol de la coma de 3I/ATLAS se asemeja a las de otros cometas distantes como C/2014 UN271 (Bernardinelli–Bernstein), que se sabe que expulsan polvo preferentemente del lado iluminado por el Sol de sus superficies.
Las imágenes del Hubble de julio de 2025 muestran que 3I/ATLAS parece tener una cola muy tenue y ancha que apunta hacia el este, en una dirección que se aleja del Sol.  Una cola que apunta en dirección contraria al Sol es una característica común de los cometas que se forma cuando pequeñas partículas de polvo son expulsadas por la presión de la radiación solar.  La apariencia amplia de esta supuesta cola sugiere que pequeñas partículas de polvo fueron expulsadas de la superficie de 3I/ATLAS a altas velocidades. Se espera que una cola de 3I/ATLAS orientada en dirección contraria al Sol apunte directamente en dirección contraria a la Tierra, lo que la haría aparecer escorzada y mayormente oculta detrás de la coma de 3I/ATLAS.  Se espera que la cola de 3I/ATLAS se vuelva más obvia a medida que el cometa se acerca al perihelio con un cambio en la geometría de observación y un aumento de la actividad cometaria.

### Tamaño
Las imágenes de alta resolución del telescopio espacial Hubble de julio de 2025 indican que el diámetro del núcleo de 3I/ATLAS está entre 0.32 y 5.6 km.  Hay una gran incertidumbre en el diámetro estimado del núcleo de 3I/ATLAS porque está rodeado por una coma de polvo reflectante, lo que hace que el núcleo parezca más brillante y más grande de lo que es en realidad. Por ejemplo, los primeros estudios de julio de 2025 dieron estimaciones de diámetro que fueron tan altas como 10 a 20 km, aunque los astrónomos eran muy conscientes de que el núcleo de 3I/ATLAS debería ser mucho más pequeño. Si bien se desconoce el brillo exacto de la coma, las imágenes del Hubble muestran que el brillo de la coma debe representar una gran fracción del brillo aparente del núcleo, por lo que el diámetro real del núcleo de 3I/ATLAS debería estar en el extremo inferior del rango estimado. La tasa estimada de pérdida de polvo de 3I/ATLAS sugiere que es probable que su núcleo sea menor que un  kilómetro de diámetro, como 2I/Borisov. Aunque las observaciones del Observatorio Swift sugirieron que 3I/ATLAS podría tener un diámetro mayor de 4.94 km basándose en el área de emisión de vapor de agua del cometa, es probable que este diámetro sea una sobreestimación porque se cree que la mayor parte del vapor de agua de 3I/ATLAS proviene de su coma en lugar de su núcleo.

### Composición

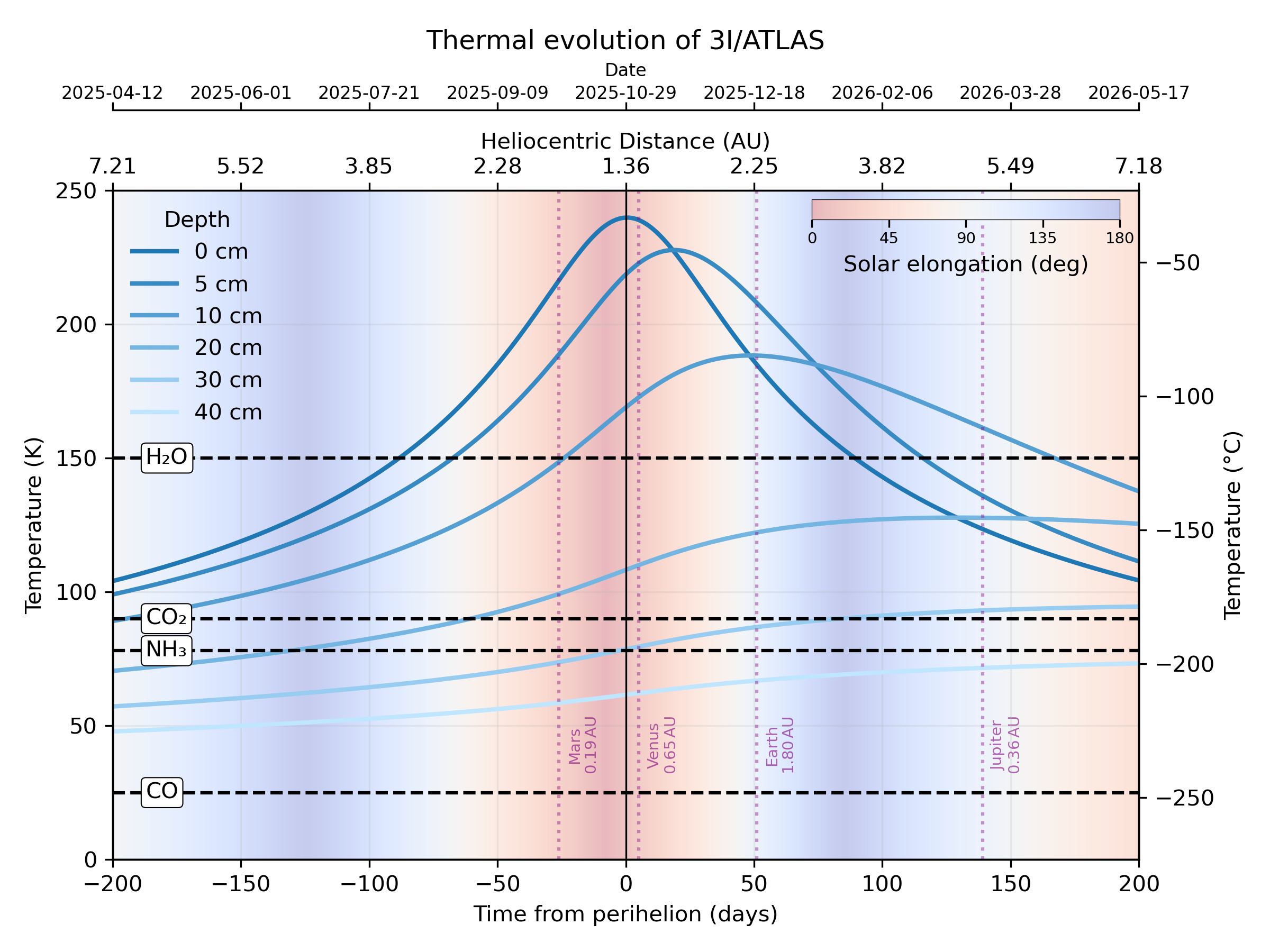
Modelo de evolución térmica que representa la temperatura del subsuelo de 3I/ATLAS (0–40 cm de profundidad) a lo largo del tiempo y la distancia al Sol. Las líneas discontinuas negras horizontales indican los umbrales de temperatura para la sublimación de volátiles (CO, CO_{2}, NH_{3} y H_{2}O) y las líneas punteadas moradas verticales indican el momento de máxima aproximación a un planeta. El gradiente de color azul-rojo indica la elongación solar de 3I/ATLAS.

En longitudes de onda visibles de luz, la coma de 3I/ATLAS aparece rojiza con un espectro que carece de características de absorción, similar a los espectros de asteroides de tipo D, cometas activos del Sistema Solar y el cometa interestelar 2I/Borisov. Se sabe que estos objetos contienen compuestos orgánicos complejos y rojizos producidos por una exposición extensa a la radiación cósmica.  Dado que la coma de 3I/ATLAS comparte un espectro similar al de estos objetos, es plausible que también comparta una composición similar, aunque probablemente habría diferencias debido a la diferente historia de 3I/ATLAS.  Las observaciones espectroscópicas en longitudes de onda ultravioleta e infrarroja cercana han demostrado que la coma de 3I/ATLAS contiene agua en forma de granos de hielo, vapor de agua e iones de hidróxido (OH). Se ha predicho que 3I/ATLAS tiene una composición rica en agua debido a que se originó a partir de una estrella de baja metalicidad del disco grueso.
El Observatorio Swift detectó por primera vez la emisión de vapor de agua y OH en 3I/ATLAS el 31 de julio y el 1 de agosto de 2025, cuando el cometa se encontraba a 3.5 UA del Sol.  Antes de esto, las primeras observaciones espectroscópicas del 4 al 5 de julio de 2025 no detectaron OH en 3I/ATLAS, probablemente porque el cometa estaba demasiado lejos del Sol (~4.4 UA) para comenzar a emitir cantidades detectables de OH en ese momento.  Se estima que el cometa emitía agua a una velocidad de 40 kg/s sobre un área de al menos 19.5 km2 durante las observaciones de Swift. A distancias superiores a 2.5 UA del Sol, las temperaturas son demasiado frías para que el hielo de agua se sublime de manera eficiente dentro del núcleo del cometa, por lo que es inusual que la coma de 3I/ATLAS contenga vapor de agua y OH cuando estaba a 3,5 UA del Sol. Solo unos pocos cometas, como C/1980 E1 (Bowell) y C/2009 P1 (Garradd), se sabe que emiten vapor de agua y OH a distancias tan grandes.  En lugar de ser desgasificados directamente desde el núcleo, se cree que el vapor de agua y el OH se producen por la sublimación de los granos de hielo de agua en la coma de 3I/ATLAS, como se ha hipotetizado para los dos cometas mencionados.  Los granos de hielo de agua en la coma de 3I/ATLAS fueron presumiblemente expulsados del núcleo mediante la desgasificación de volátiles como el dióxido de carbono (CO2) y el monóxido de carbono (CO).
Dado que el cometa exhibe actividad relativamente lejos del Sol, se espera que existan hielos volátiles como CO2 y CO en 3I/ATLAS, aunque aún no se ha detectado ninguna de estas sustancias. Las observaciones espectroscópicas tempranas del 3 al 5 de julio de 2025 no encontraron evidencia de emisión de gas que contuviera cianuros (CN), dicarbono (C2), tricarbono (C3), oxígeno y cationes CO+. Se espera la falta observada de estas sustancias porque 3I/ATLAS estaba demasiado lejos del Sol (~4.4 UA) para comenzar a emitirlas en ese momento.  Se han propuesto varias hipótesis para la aparente falta de volátiles de 3I/ATLAS: un estudio de agosto de 2025 dirigido por Thomas Puzia y colegas sugirió que la desgasificación volátil de 3I/ATLAS podría ser suprimida por una capa gruesa de compuestos orgánicos irradiados en su superficie, mientras que otro estudio de agosto de 2025 dirigido por Zexi Xing y colegas sugirió que 3I/ATLAS podría ser pobre en carbono y más rico en agua debido a su origen con baja metalicidad. Las futuras observaciones realizadas con instrumentos más sensibles como el telescopio espacial James Webb podrán determinar la composición de 3I/ATLAS de manera más concluyente, especialmente cuando el cometa se acerque al Sol y se vuelva más activo.

### Rotación
Se espera que su núcleo tenga una forma irregular como la de otros cometas, lo que debería causar variaciones periódicas en su brillo a medida que gire. Sin embargo, debido a que su núcleo está parcialmente oscurecido por una coma, las variaciones de brillo del núcleo se reducen, lo que dificulta la medición de su período de rotación mediante observaciones telescópicas. Algunos estudios tempranos de julio de 2025 no pudieron determinar un período de rotación para su núcleo. Aunque un estudio dirigido por el equipo de Raúl de la Fuente Marcos informó un período de rotación de 16.79 ± 0.23 horas, utilizando observaciones del Gran Telescopio Canarias del 2 al 5 de julio. Otro estudio publicado por el equipo de Toni Santana-Ros en agosto de 2025 informó un período de rotación similar (aunque más corto) de 16.16 ± 0.01 horas, utilizando observaciones de múltiples telescopios diferentes del 2 al 29 de julio. El equipo de investigación notó que las variaciones de brillo habían disminuido de 0.3 a 0.2 magnitudes a lo largo de julio de 2025, lo que probablemente indica que el núcleo de 3I/ATLAS se oscureció más a medida que se volvió más activo.

## Observabilidad
Al ser un cometa débil no se espera que alcance un brillo mayor que la magnitud aparente de 11.5 observado desde la Tierra. Incluso en su brillo máximo, el cometa no será visible para un observador terrestre a simple vista ni para un observador con prismáticos de 1.2 mm. Sus imágenes se han obtenido mediante telescopios inteligentes con resolución de placa con un diámetro de apertura de al menos 7.6 a 11.4 cm.
De julio a septiembre de 2025, será observable desde la Tierra después del atardecer. Durante la primera mitad de julio de 2025, se ubicó en la constelación de Sagitario con una magnitud aparente de 17.5. Para la segunda mitad de julio de 2025, 3I/ATLAS se había movido a la constelación de Ofiuco y había aumentado su brillo a una magnitud aparente de 16. Durante ese tiempo, el cometa se situó en una región densamente poblada de estrellas, lo que dificultó las observaciones ya que el cometa podría superponerse a las estrellas de fondo. Continuará aumentando su brillo a medida que se acerque al Sol, y durante agosto de 2025 se moverá a través de las constelaciones de Ofiuco, Escorpio y Libra. Durante septiembre de 2025, permanecerá en la constelación de Libra mientras aumenta su brillo de magnitud aparente de 14 a 11.7.
A medida que el cometa se acerca al perihelio en octubre de 2025, su elongación solar o separación angular del Sol disminuirá, lo que reducirá su visibilidad solo a las regiones ecuatoriales de la Tierra justo después del atardecer. Desde el 1 de octubre de 2025 hasta el 9 de noviembre de 2025 estará a menos de 30 grados del Sol. La razón para su elongación solar decreciente antes del perihelio es porque el cometa llegará a este en el lado opuesto del Sol desde la Tierra; es decir, entrará en conjunción solar. Esto significa que durante su perihelio aparecerá detrás del Sol observado desde la Tierra, por lo que no será observable desde el planeta. Por otra parte, pasará cerca de Marte durante ese mes y podría alcanzar una magnitud aparente de 11 desde el planeta, lo que significa que los satélites artificiales de Marte podrían observar el cometa cerca del perihelio.
Después de que pase el perihelio, será visible nuevamente en el cielo justo antes del amanecer en noviembre de 2025. Se volverá más tenue y su elongación solar aumentará a medida que se aleje del Sol. Durante diciembre de 2025, el cometa se moverá a través de las constelaciones de Virgo y Leo y se espera que su brillo se vuelva más tenue que la magnitud aparente 12.

Trayectoria aparente de 3I/ATLAS en el cielo terrestre entre 2024 y 2026. Las posiciones del cometa en intervalos de 10 días están marcadas con puntos rojos y sus respectivas fechas en amarillo. La trayectoria comienza en la constelación de Sagitario, a la izquierda, y termina en Géminis, a la derecha. Los aparentes bucles en los extremos de la trayectoria se deben a la paralaje debida al movimiento orbital de la Tierra alrededor del Sol.

## Exploración
El lanzamiento de una sonda espacial desde la Tierra para realizar un sobrevuelo del cometa no es factible, ya que cualquier misión posterior al descubrimiento (después del 1 de julio de 2025) requeriría un delta- v (Δ v) extremadamente alto, al menos de 24 km/s, lo cual está más allá de la capacidad de cualquier sistema de propulsión disponible en ese momento. Si hubiese sido descubierto antes del 1 de julio de 2025, una sonda espacial lanzada desde la Tierra en esa fecha habría requerido Δ v ~ 7 km/s para visitar el cometa.
Un estudio de julio de 2025 dirigido por el equipo de Atsuhiro Yaginuma descubrió que sería más factible visitar a 3I/ATLAS utilizando una sonda espacial lanzada desde Marte, que requiere sustancialmente menos Δ v. Por ejemplo, las supuestas sondas espaciales lanzadas desde Marte entre julio y septiembre de 2025 requerirían Δ v ~ 5 km/s para aproximarse al cometa a principios de octubre de 2025.
Los satélites artificiales que orbitan Marte podrían observarlo durante su encuentro cercano con el planeta en octubre de 2025. La sonda espacial Juno que orbita Júpiter podría observarlo cuando pase cerca de Júpiter en marzo de 2026, pero es poco probable que Juno pueda ser redirigida al cometa porque la nave espacial tiene poco combustible y problemas en su motor. El astrofísico Marshall Eubanks ha calculado que la nave espacial Psyche pasará aproximadamente a 0.4 UA (60 millones de km) del cometa, mientras que Jupiter Icy Moons Explorer pasará a 0.33 UA (49 millones de km). Sin embargo, dirigir estas sondas para observar el cometa será difícil y podría conllevar riesgos para sus misiones principales.

## Controversia
El 16 de julio de 2025, el equipo del astrofísico Avi Loeb de la Universidad de Harvard de la Iniciativa para Estudios Interestelares publicaron un artículo en arXiv especulando que 3I/ATLAS podría ser una nave espacial extraterrestre porque creían que el objeto tenía características «anómalas», como un tamaño aparentemente grande, falta de químicos identificables y una trayectoria alineada con el plano eclíptico del sistema solar. Otros astrónomos, incluido Chris Lintott de la Universidad de Oxford, criticaron inmediatamente la especulación de Loeb; el sitio web de noticias científicas Live Science informó que «el consenso abrumador es que es un cometa», con muchos investigadores «decepcionados con el nuevo artículo y señalando que distrae del trabajo de otros científicos». Darryl Seligman, quien dirigió el primer estudio publicado sobre 3I/ATLAS, afirmó que «se han realizado numerosas observaciones telescópicas que demuestran que muestra señales clásicas de actividad cometaria». Además explicó que las sustancias químicas en el cometa podrían no ser detectables aún, dado que el objeto aún se encontraba lejos del Sol. Desde entonces, las observaciones han evidenciado que contiene hielo de agua, una sustancia común en los cometas.
Anteriormente Loeb ya había afirmado que otros objetos inusuales como 1I/ʻOumuamua y otros objetos interestelares, incluido el supuesto meteorito interestelar CNEOS 2014-01-08, podrían ser naves extraterrestres, lo que también suscitó críticas de numerosos investigadores. Si bien Loeb escribió en su blog que «lo más probable es que 3I/ATLAS sea un objeto interestelar completamente natural, probablemente un cometa», defendió su hipótesis como un «ejercicio interesante en sí mismo, y divertido de explorar, independientemente de su probable validez». La astrónoma Samantha Lawler, de la Universidad de Regina, destacó que «si bien es importante mantener una mentalidad abierta ante cualquier 'predicción comprobable', el nuevo artículo [de Loeb] lleva esta opinión al límite». Lawler también citó que las afirmaciones extraordinarias requieren evidencia extraordinaria, y que «la presentada [por Loeb] no es en absoluto extraordinaria».